# Rychnov u Jablonce nad Nisou
Rychnov u Jablonce nad Nisou (deutsch Reichenau bzw. Reichenau bei Gablonz an der Neiße) ist eine Stadt im Bezirk Jablonec nad Nisou in Tschechien.

## Geographische Lage
Die Stadt liegt in Nordböhmen im Isergebirge im Tal der Mohelka, fünf Kilometer südlich von Jablonec nad Nisou (Gablonz). Am nördlichen Rand verläuft die Schnellstraße R65 von Jablonec in Richtung Turnov (Turnau). Rychnov liegt an der Bahnstrecke Pardubice–Turnov–Liberec, die in einer vier Kilometer langen Schleife beiderseits der Mohelka in die Stadt führt.
Nachbarorte sind Dolní Dobrá Voda und Dobrá Voda im Norden, Kokonín und Maršovice im Nordosten, Dalešice im Osten, Pulečný im Südosten, Zálesi und Košovy im Süden, Bezděčín und Pelíkovice im Südwesten sowie Rádlo im Nordwesten.

## Geschichte

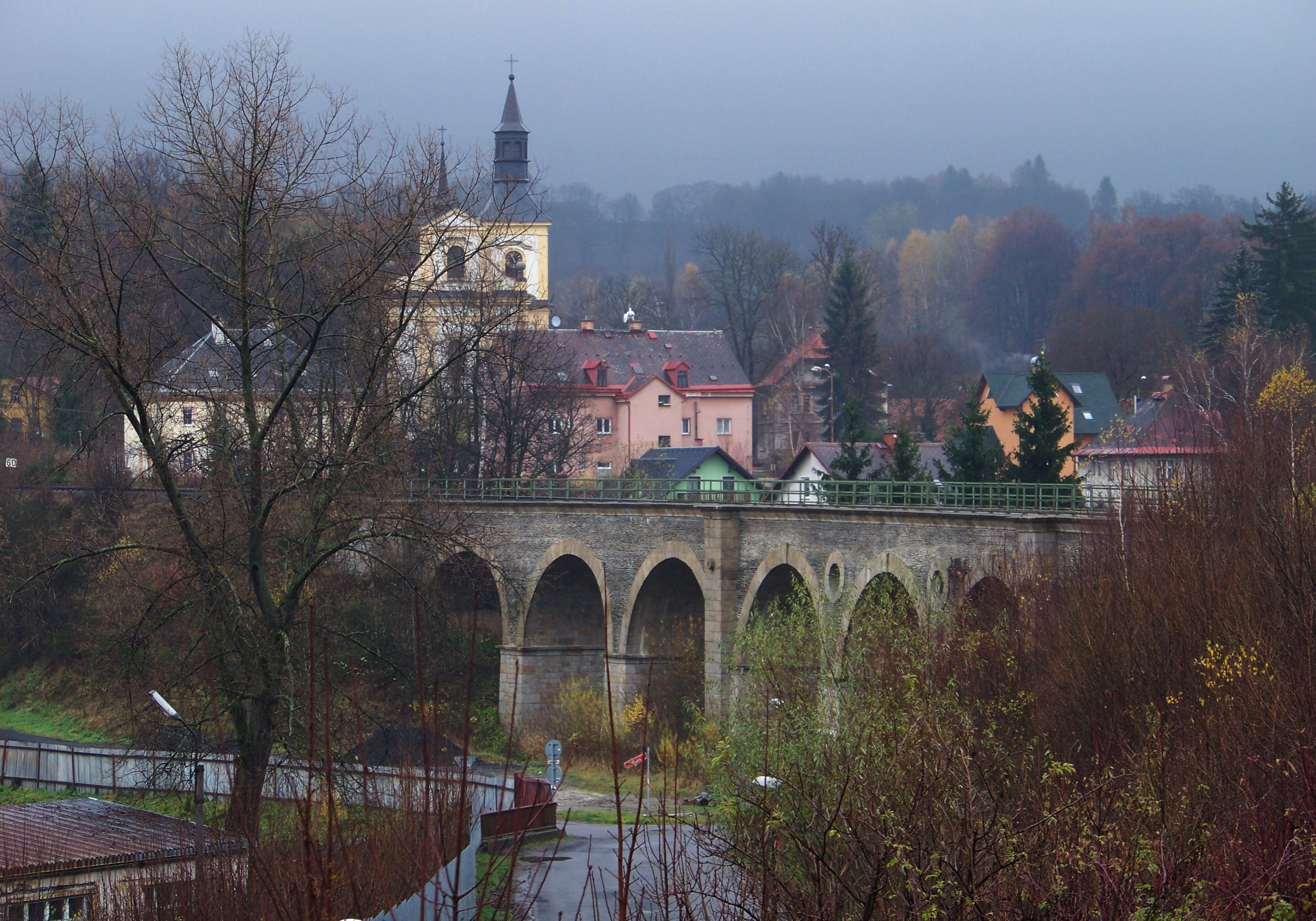
Stadtpanorama mit dem Viadukt und der Wenzelskirche

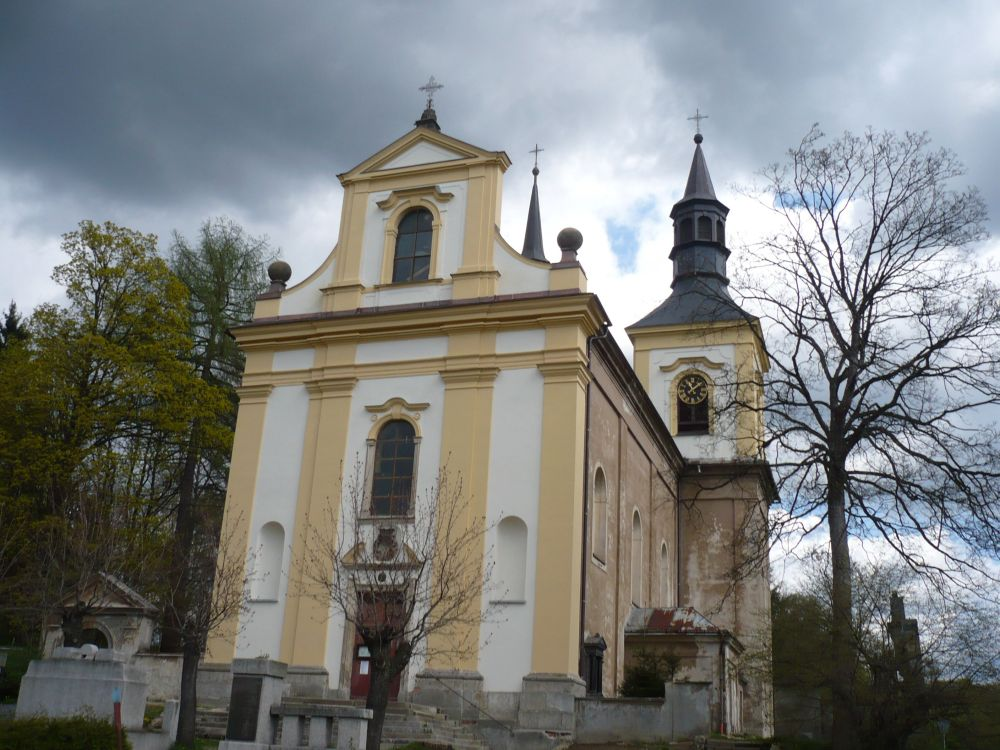
Wenzelskirche

### Mittelalter
Der Ort wurde vermutlich vom Zisterzienserkloster Münchengrätz aus im 13. Jahrhundert angelegt. Erste urkundliche Nachrichten über Richnow stammen vom 25. Januar 1361, als der Erzbischof von Prag Johann Albert aus Sebnitz als Nachfolger für den 1360 verstorbenen Pfarrer berief. Eine Kirche in Reichenau wird im Jahr 1384 erwähnt. Im Jahr 1407 war eine hölzerne Kirche auf dem jetzigen alten Friedhof vorhanden.

### 17. bis 19. Jahrhundert
Nachdem die Lehre Martin Luthers in Reichenau zahlreiche Anhänger gefunden hatte, wurde die Kirche zunächst bis 1668 mit protestantischen, dann wieder mit katholischen Priestern besetzt. Der Besitzer der Herrschaft, Graf Karl Ernest von Waldstein und Wartenberg, ließ die jetzige Kirche St. Wenzel 1704 aus Stein errichten, teils mit herrschaftlichen Steuermitteln und teils aus dem Kirchenvermögen. Im Jahr 1712 wurde die alte hölzerne Kirche abgetragen. Um 1830 standen die Wenzelskirche und die Schule unter dem Patronat der Grundherrschaft.
Im 18. Jahrhundert siedelten sich Textilmanufakturen an, und Johann Schöffel errichtete eine Fabrik für Dosen aus Hartpapier. Ab der Mitte des 19. Jahrhunderts bildete Reichenau eine Gemeinde im Gerichtsbezirk Gablonz an der Neiße. 1856 erhielt der Ort einen Bahnhof an der Pardubitz–Reichenberg der Süd-Norddeutschen Verbindungsbahn. Auf einem großen Viadukt überquert die Bahn in Reichenau die Mohelka. Zum Ende des 19. Jahrhunderts begann die große Zeit der Gablonzer Glasbijouterie, von der auch Reichenau profitierte. Reichenau wurde 1895 zum Markt erhoben und erhielt das Recht zum Abhalten von vier Jahrmärkten.

### 20. Jahrhundert
Seit 1900 führte eine Linie der Gablonzer Straßenbahn nach Reichenau. 1911 folgte die Stadterhebung.
Nach dem Ersten Weltkrieg wurde Reichenau 1919 der neu geschaffenen Tschechoslowakei zugeschlagen. Es entstand eine Fabrik für Galanteriewaren, die in einem Moorgebiet am Stadtrand entstand, das durch ein System von Entwässerungsgräben erst trockengelegt werden musste.
Nachdem die Stadt 1938 nach dem Münchner Abkommen an das Deutsche Reich angegliedert worden war, wurde das
Unternehmen 1938 von einem deutschen Konsortium aufgekauft und produzierte im Zweiten Weltkrieg Ortungsgeräte. Als Arbeitskräfte wurden etwa 350 Juden und hundert Ukrainer, untergebracht im Außenlager des KZ Groß-Rosen, zwangsverpflichtet.
Nach der Vertreibung der mehrheitlich deutschböhmischen Bevölkerung und während der nachfolgenden sozialistischen Epoche kam es zu einem Verfall des Stadtbildes dem, durch teilweisen Abriss, bis zu einhundert Gebäude zum Opfer fielen. Die Straßenbahnverbindung nach Jablonec wurde 1965 aufgegeben. Nach 1990 begann stellenweise die Sanierung der noch erhaltenen historischen Bausubstanz.

### Vertreibung der Deutschen
Von 1938 bis 1945 gehörte Reichenau zum Landkreis Gablonz an der Neiße, Regierungsbezirk Aussig, im Reichsgau Sudetenland (tschechisch Říšská župa Sudety).
Nach Kriegsende wurde fast die gesamte Bevölkerung (mehrheitlich Deutschböhmen) von Reichenau enteignet und vertrieben. Die Stadt lag zuvor an der Sprachgrenze. Das ehemalige KZ an der Eisenbahnstrecke diente als Internierungslager für die Abschiebung der Deutschen aus Reichenau und Gablonz. Die vertriebene Bevölkerung ließ sich mehrheitlich in Bayern und Baden-Württemberg nieder.

## Demographie
Bis 1945 war Reichenau überwiegend von Deutschböhmen besiedelt die, mehrheitlich, vertrieben wurden.
| Jahr | Einwohner | Anmerkungen        |
| ---- | --------- | ------------------ |
| 1830 | 2292      | in 352 Häusern     |
| 1900 | 3384      | deutsche Einwohner |
| 1930 | 3320      | [ 8 ]              |
| 1939 | 3056      | [ 8 ]              |

| Jahr      | 1970 | 1980 | 1991 | 2001 | 2003 |
| --------- | ---- | ---- | ---- | ---- | ---- |
| Einwohner | 1924 | 1967 | 1822 | 2013 | 2122 |

## Ortsgliederung
Die Stadt Rychnov u Jablonce nad Nisou besteht aus den Ortsteilen:
- Rychnov u Jablonce nad Nisou (deutsch: Reichenau)[10]
- Pelíkovice (deutsch: Pelkowitz)

Siedlungen:
- Rydvaltice (deutsch: Ridwalditz)
- Košovy (deutsch: Koschen)
- Dolni Dobra Voda (deutsch: Gutbrunn)
- Hájek
- Dolní Rychnov
- Svatý Kříž (deutsch: Heiliges Kreuz)
- Liščí Jáma
- Zálesí

Nach 1945 verschwunden:
- Ještřabí
- Schlitz

## Sehenswürdigkeiten
- Kirche St. Wenzel, Barockbau aus den Jahren 1704–1712
- Pestsäule des Hl. Prokop, 1702 errichtet
- Statue des Hl. Johannes von Nepomuk, 1780 aufgestellt

## Persönlichkeiten
- Richard Felgenhauer (1895–1958), sudetendeutscher Landschaftsmaler, Grafiker und Zeichner
- Herbert Peukert (1907–1987), sudetendeutscher Philologe, Slawist und Hochschullehrer

## Ehrenbürger
- 2002: Gerhard Müller (1922–2006) für sein Wirken für eine Versöhnung von Tschechen und Deutschen